# Hector-Irénée Sévin

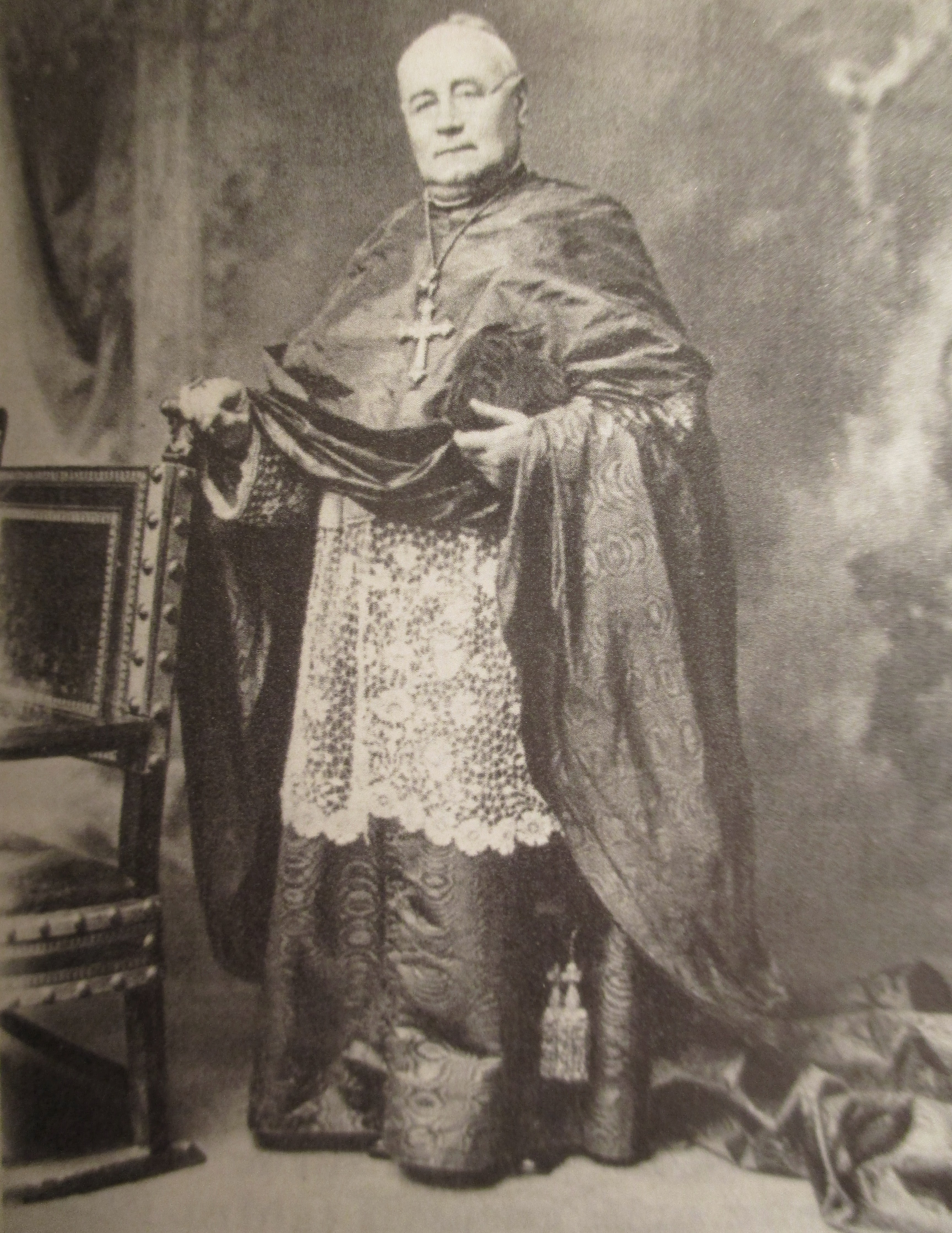
Kardinal Sévin in Capa magna (um 1914)

Wappen von Hector-Irénée Sevin

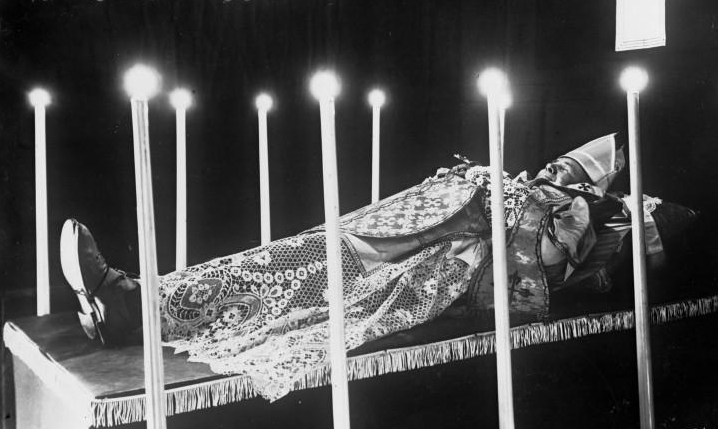
Aufbahrung Kardinal Sévins (1916)

Hector-Irénée Kardinal Sévin (* 22. März 1852 in Simandre, Frankreich; † 4. Mai 1916 in Lyon) war ein französischer Geistlicher und Erzbischof von Lyon und Primas von Frankreich.

## Leben
Hector-Irénée Sévin erhielt seine theologische und philosophische Ausbildung am Seminar von Belley und wurde am 7. Juni 1876 zum Priester geweiht. Während seines Diakonats und die ersten Monate seines Priestertums arbeitete er in einem Institut für Taubstumme. Von 1876 bis 1891 unterrichtete er Dogmatik, Biblische Theologie und Kirchengeschichte am Seminar von Belley in Bourg, dem er ab 1889 auch als Regens vorstand. In den Jahren 1891 bis 1908 war Hector-Irénée Sévin als Direktor für sämtliche Erziehungseinrichtungen der Diözese Belley verantwortlich. Zeitweise leitete er als Generalvikar die Verwaltung der Diözese Belley. 
1908 ernannte ihn Papst Pius X. zum Bischof von Châlons. Die Bischofsweihe empfing Hector-Irénée Sévin durch Louis-Henri Kardinal Luçon. Im Jahre 1912 übertrug ihm der Papst die Leitung des Erzbistums Lyon, zwei Jahre darauf nahm er ihn als Kardinalpriester mit der Titelkirche Santissima Trinità al Monte Pincio in das Kardinalskollegium auf. Hector-Irénée Sévin starb am 4. Mai 1916 in Lyon und wurde in der dortigen Kathedrale bestattet.